# Rendcomb
Rendcomb é uma paróquia e aldeia do distrito de Cotswold, no condado de Gloucestershire, na Inglaterra. De acordo com o Censo de 2011, tinha 354 habitantes. Tem uma área de 10,68 km².